# Velbert
Velbert is een stad en gemeente in de Duitse deelstaat Noordrijn-Westfalen, gelegen in de Kreis Mettmann. De gemeente telt 81.564 inwoners (31 december 2020) op een oppervlakte van 74,91 km². Velbert is opgedeeld in drie administratieve delen, Velbert-Mitte, Velbert-Neviges en Velbert-Langenberg.

## Delen van Velbert
- Kleinumstand
- Rottberg
- Tönisheide
- Vossnacken
- Windrath

## Geboren
- Sezer Öztürk (1985), Duits-Turkse voetballer

## Afbeeldingen

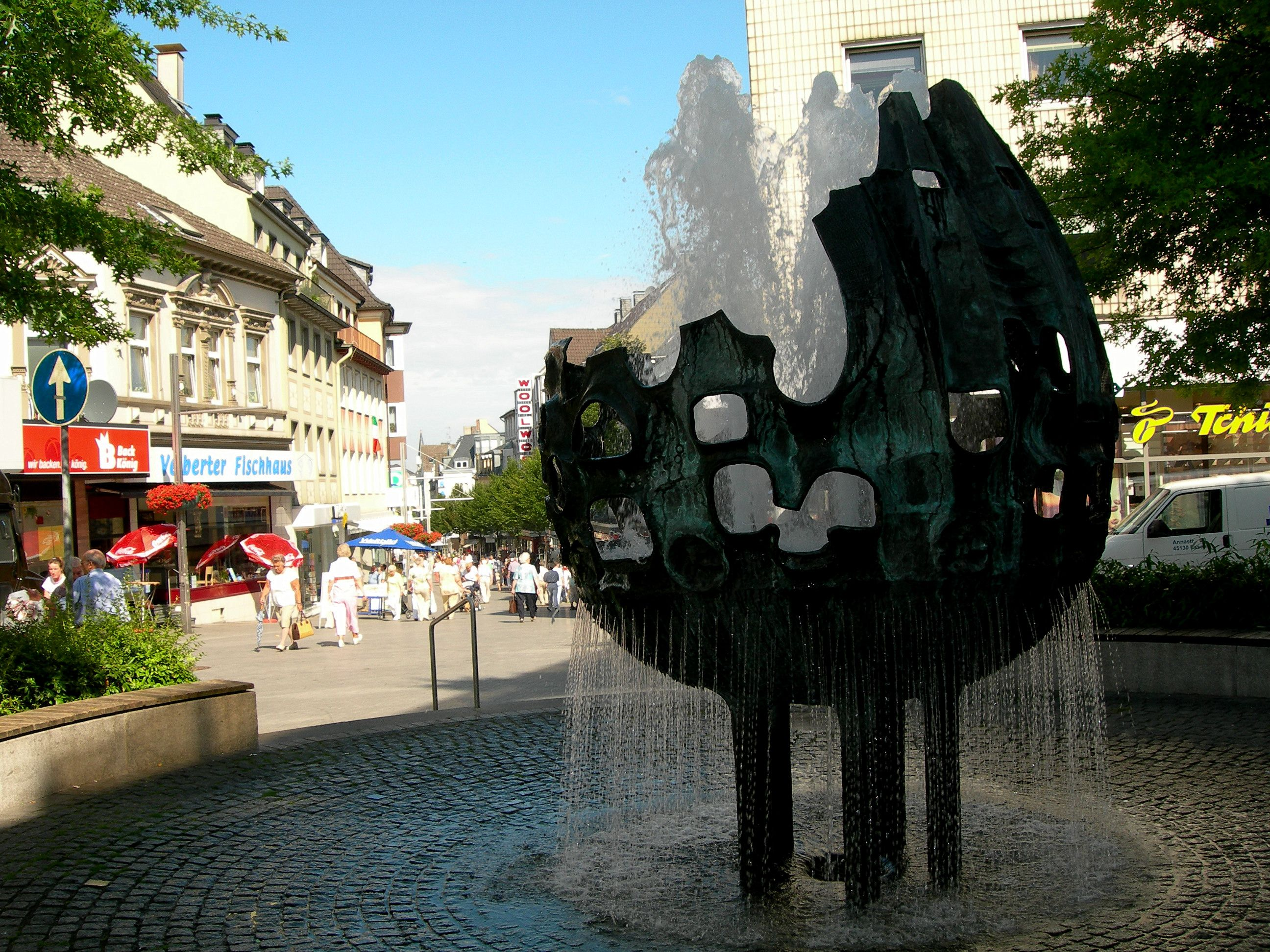
Friedrichstrasse
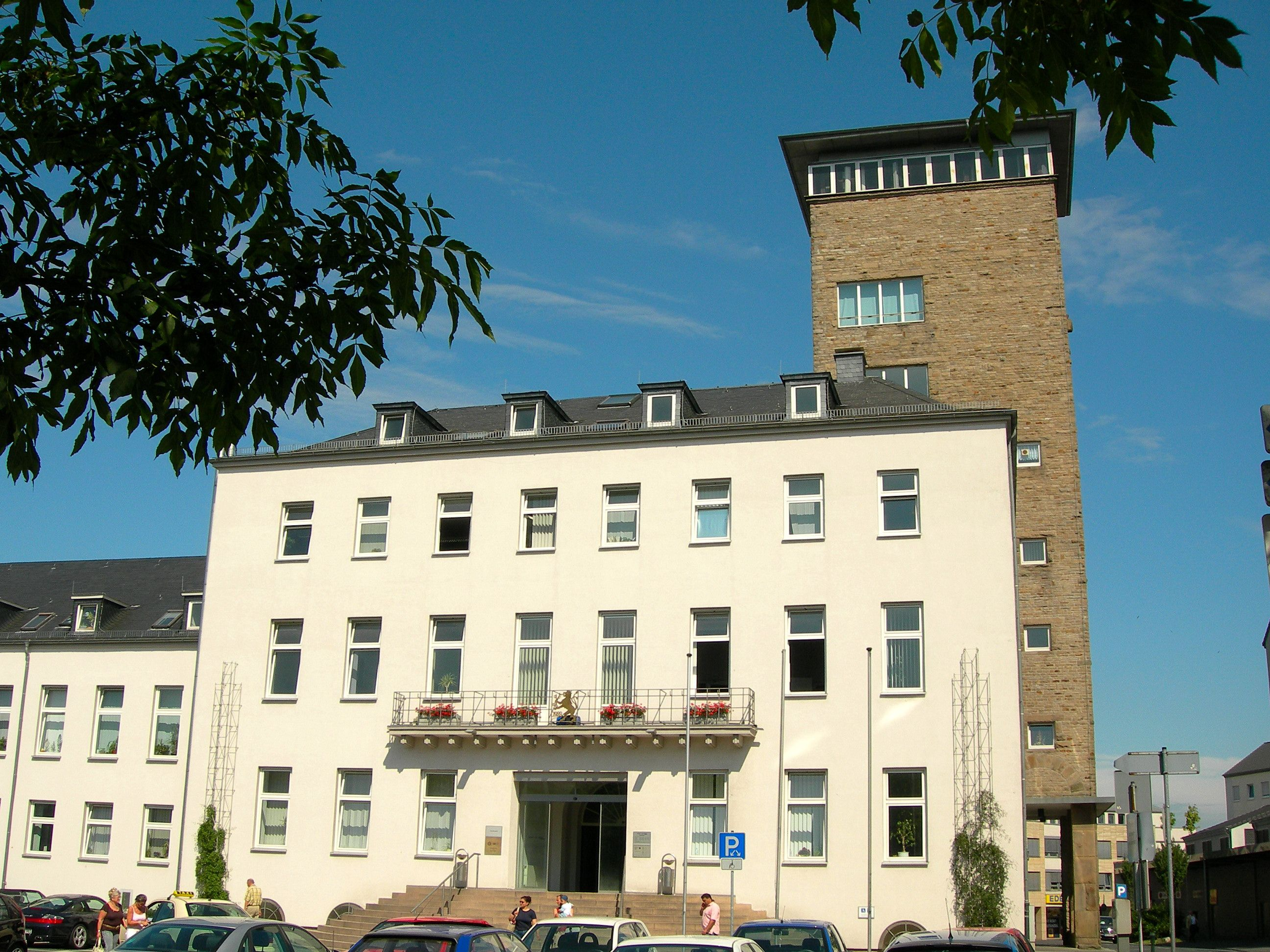
Gemeentehuis
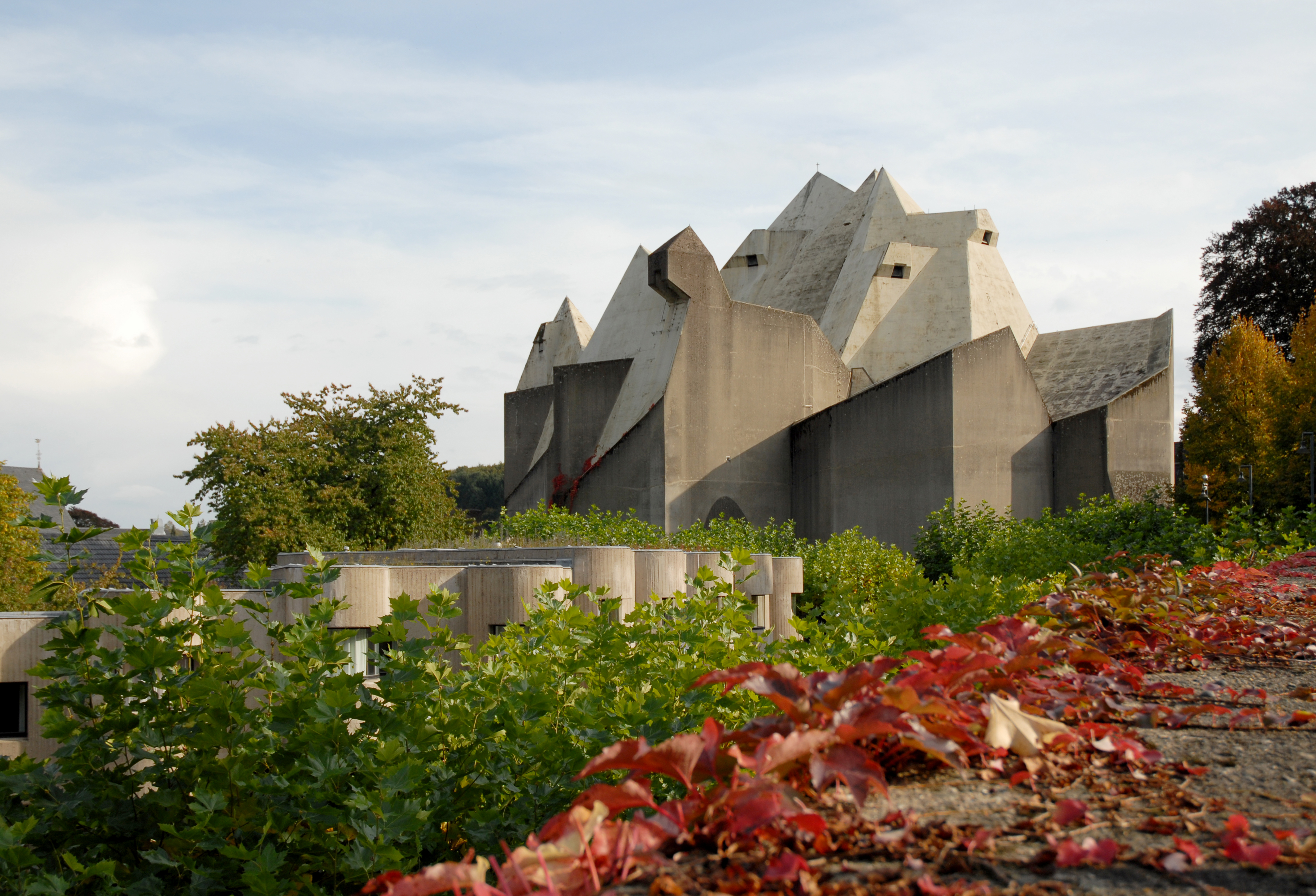
Bedevaartskerk Mariendom
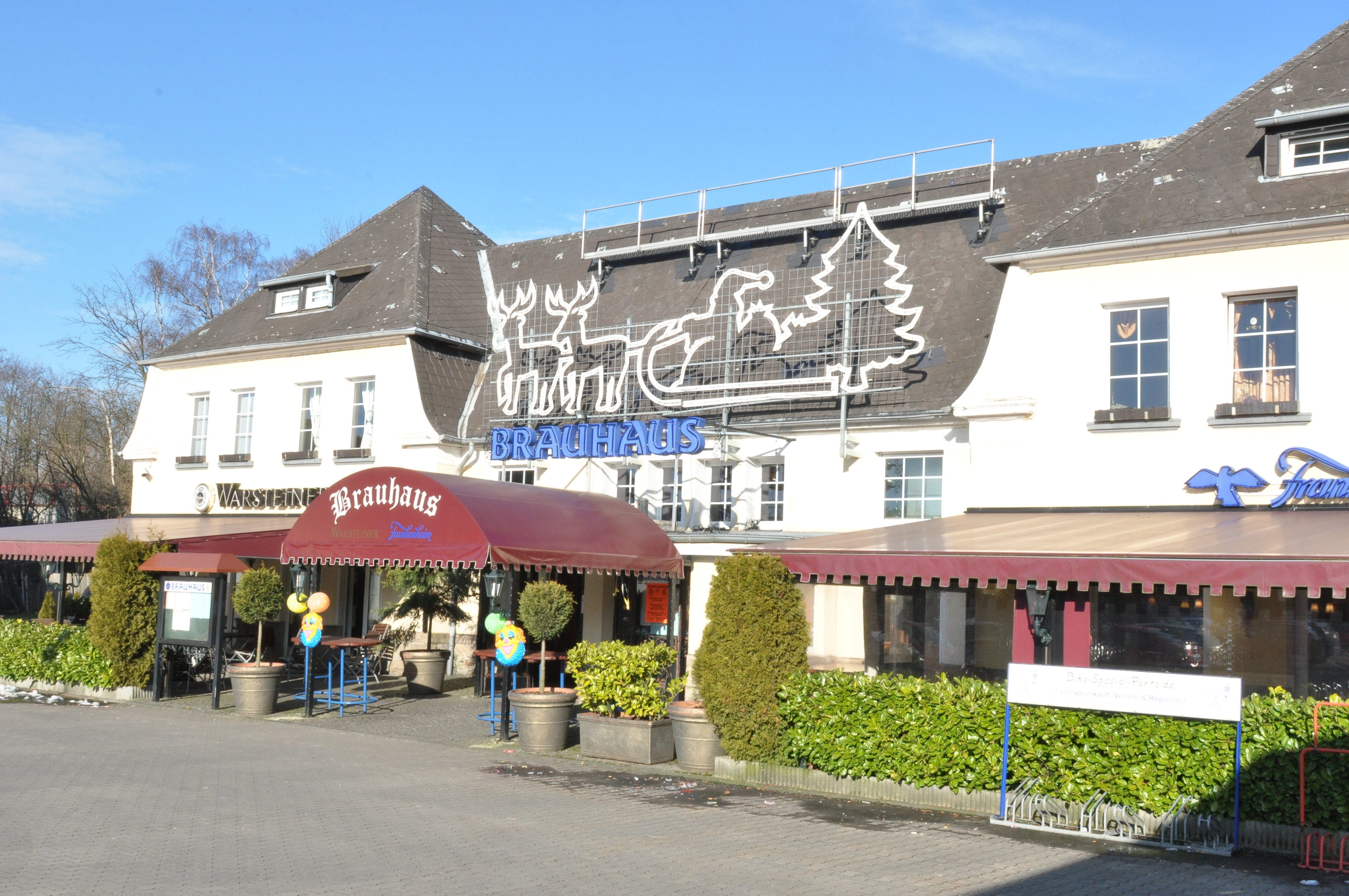
Voormalig Hauptbahnhof
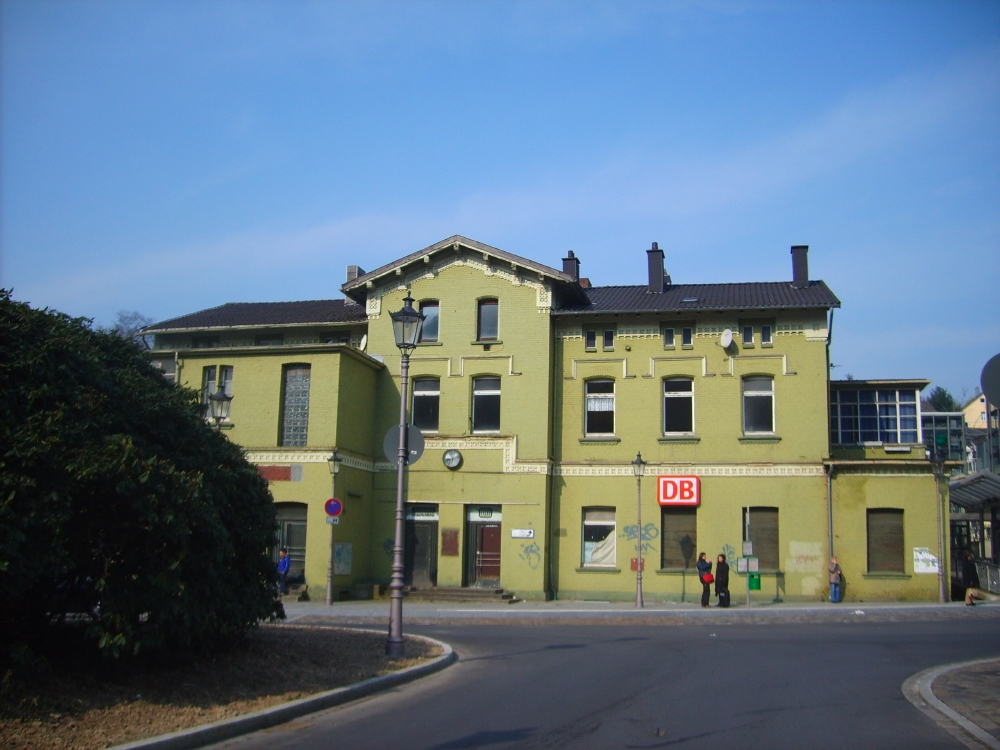
Station Velbert-Langenberg
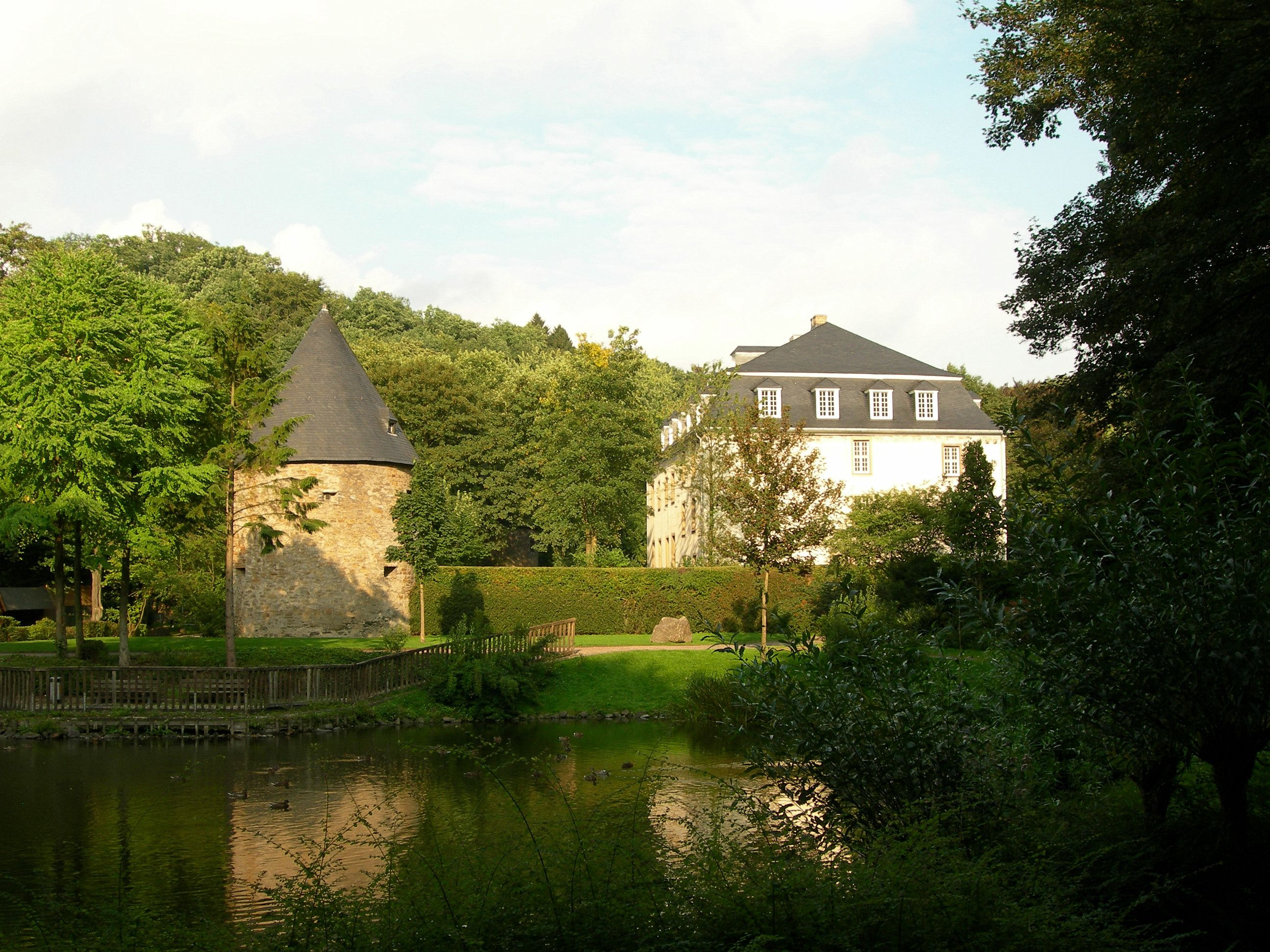
Schloss Hardenberg

Erkrath · Haan · Heiligenhaus · Hilden · Langenfeld · Mettmann · Monheim am Rhein · Ratingen · Velbert · Wülfrath